# VI Premis Simón
La VI edició dels Premis Simón va tenir lloc en 2017. Els premis van ser lliurats per la Acadèmia del Cinema Aragonès (ACA) durant una cerimònia que va tenir lloc el 6 de maig i que per segon any consecutiu es va celebrar a la sala Mozart de l'Auditori de Saragossa. L'esdeveniment va ser presentat per l'actriu Iris de Campos. Els premis competitius atorgats en deu categories —dues més que en l'edició anterior— reconeixien la labor realitzada per diferents professionals del sector audiovisual durant l'any 2016.
D'entre els més de seixanta audiovisuals a concurs, el film més guardonat va ser Bestfriends, que va guanyar els premis a millor llargmetratge, millor direcció i millor guió. D'altra banda, el Simón d'honor va ser concedit a l'actriu de Daroca María José Moreno, convertint-se així en la primera dona que el rebia.

## Premiats
| Categoria            | Premiat                                   | Labor premiada              | Finalistes |
| -------------------- | ----------------------------------------- | --------------------------- | --- |
| Simón d'honor        | María José Moreno                         | Trajectòria                 | |
| Millor llargmetratge | Bestfriends de Carlos Val i Jonas Grosch  | Película                    | Angustias y Remedios Análisis de sangre azul Jota de Saura Nuestros amantes Villaviciosa de al lado                                                                             |
| Millor interpretació | Laura Contreras                           | Luz de soledad              | Alfonso Desentre Alfredo Abadía Eduardo Noriega Elena Rivera Esther Gotor |
| Mejor cortometraje   | El morico de Jorge Aparicio García        | Película                    | Dos segundos de silencio Le chat doré Rewind El trastero Un minutito |
| Millor videoclip     | Luces de neón de Jacob Santana            | Videoclip de Playa Cuberris | Catch my Breat Hacia el interior Una cita Video single You Got Me in Heat |
| Millor direcció      | Carlos Val i Jonas Grosch                 | Bestfriends                 | Álex Rodrigo Germán Roda Jorge Aparicio Miguel Ángel Lamata Rubén Pérez Barrena                                                                                                 |
| Millor documental    | La ciudad de las mujeres de Vicky Calavia | Película                    | 600 años sin descanso Desmontando la muerte El director maldito I am from Syria La casa Ena                                                                                     |
| Millor guió          | Carlos Val y Jonas Grosch                 | Bestfriends                 | G. Roda, Alberto Baeyens, Ramón J. Campo i David Lozano Javier Macipe Jesús Miguel Quintana y Rubén Pérez Barrena Manuel Aparicio, Hermanos Carcoma y Jorge Aparicio Maxi Campo |
| Millor fotografia    | Francisco Fernández-Pardo                 | Rewind                      | Adrián Barcelona Beltrán García Sergio de Uña Silvia Aparicio |
| Millor producció     | Camino Ivars                              | La ciudad de las mujeres    | Inés Laporta Jorge i Manuel Aparicio Malena Carreras Patricia Roda Raúl García Medrano                                                                                          |
| Categoria especial   | Ara Malikian                              | Música de Le chat doré      | Ana Bruned Arantxa Ezquerro Jesús Aparicio i Bogus Band Maxi Campo Antuán Duchamp                                                                                               |

## Fuentes
- «Bases de los Premios #Simón2017». Academia del Cine Aragonés (ACA), Enero 2017. Arxivat de l'original el 2018-02-13. [Consulta: 8 juny 2019].
- «Publicados los candidatos a los VI Premios Simón». ACA, 01-02-2017. Arxivat de l'original el 2017-05-31. [Consulta: 8 juny 2019].
- «Presentación de los VI Premios Simón en el Pablo Serrano». ACA, 01-04-2017. Arxivat de l'original el 2017-06-27. [Consulta: 7 juny 2019].
- «Palmares de la VI Edición de los Premios Simón». ACA, 01-05-2017. [Consulta: 8 juny 2019].